# Helvetica
Helvetica (prvotnog imena Neue Haas Grotesk) je široko korišteno bezserifno pismo koje su 1957. godine razvili švicarski dizajneri slova Max Miedinger i Eduard Hoffmann.
Helvetica se odlikuje neogrotesknim dizajnom na koji je utjecao poznati tip slova Akzidenz-Grotesk iz 19. stoljeća (1890-ih) i drugi njemački i švicarski dizajni tipova slova. Njezina upotreba postala je obilježje međunarodnog tipografskog stila koji je proizašao iz rada švicarskih dizajnera 1950-ih i 60-ih godina, postavši jedno od najpopularnijih tipografskih slova sredine 20. stoljeća. Tijekom godina objavljen je širok raspon varijanti u različitim težinama, širinama i veličinama, kao i odgovarajući dizajni za niz nelatinskih abeceda. Istaknute značajke Helvetice kako je izvorno dizajnirana uključuju visoku x-visinu, završetak poteza na vodoravnim ili okomitim linijama i neobično mali razmak između slova, koji u kombinaciji daju gust, čvrst izgled.
Helveticu je razvila ljevaonica slova Haas'sche Schriftgiesserei (Ljevaonica slova Haas) iz Münchensteina (Basel), Švicarska. Njeno izdanje osmišljeno je da odgovara trendu: ponovnom porastu interesa europskih grafičkih dizajnera za „grotesknim” bezserifnim slovima s prijelaza stoljeća, koji su također vidjeli Univers Adriana Frutigera koji je izdan iste godine. Hoffmann je bio predsjednik Ljevaonice slova Haas, dok je Miedinger bio slobodni grafički dizajner koji je prije radio kao prodavač i dizajner za Ljevaonicu slova Haas.
Miedinger i Hoffmann namjerili su se stvoriti neutralno pismo velike jasnoće, bez intrinzičnog značenja u svom obliku i koje se moglo koristiti u raznim natpisima. Izvorno nazvano Neue Haas Grotesk (Novi Haas Grotesk), pismo je brzo licencirao Linotype i 1960. godine preimenovao u Helvetica, što na latinskom znači „Švicarac” (od Helvetia), koristeći tako reputaciju Švicarske kao centra ultramodernog grafičkog dizajna. Dugometražni film „Helvetica” u režiji Garyja Hustwita objavljen je 2007. godine kako bi se poklopio s 50. obljetnicom uvođenja pisma.

## Povijest
Prvu verziju pisma (koja je kasnije postala poznata kao Helvetica) stvorio je 1957. godine švicarski dizajner slova Max Miedinger. Cilj mu je bio osmisliti novi bezserifni font koji može konkurirati na švicarskom tržištu, kao neutralan font kojem ne treba pridavati dodatna značenja. Glavni utjecaj na Helveticu imao je font Akzidenz-Grotesk iz ljevaonice slova Berthold. Njegovo „R” sa zakrivljenim repom podsjeća na Schelter-Grotesk, još jedno bezserifno pismo s prijelaza stoljeća koji je prodavala Ljevaonica slova Haas.
Godine 1960. Stempel, njemačka matična tvrtka Ljevaonice slova Haas, promijenila je ime fonta u Helvetica kako bi ga učinila konkurentnijim na međunarodnom tržištu. Novi naziv fonta dolazi od latinskog naziva za predrimska plemena na području koje će kasnije postati Švicarska. U namjeri da parira uspjehu Universa, Arthur Ritzel iz Stempela redizajnirao je Neue Haas Grotesk u više serija slova. Dizajn je bio popularan: Paul Shaw sugerira da je Helvetica "počela izguravati" Akzidenz-Grotesk u New Yorku od otprilike ljeta 1965. godine, kada je Amsterdam Continental, koji je uvozio europske fontove, prebacio fokus u svom marketingu s Akzidenz-Groteska na Helveticu. Također, Helvetica je bila dostupna za fototipske sustave, kao i za druge formate kao što su suhi prijenos Letraset i plastična slova, a konkurentske fototipske tvrtke brzo su stvorile njene imitacije.
Krajem 1970-ih i 1980-ih, Linotype je licencirao Helveticu Xeroxu, Adobeu i Appleu, zajamčivši njenu važnost u digitalnom tisku tako što su je iskoristili kao jednu od temeljnih fontova programa PostScript čija je namjena vektorski opis stranice. To je dovelo do toga da je verzija fonta uključena na Macintosh računala, a njen metrički kompatibilan klon, Arial, na Windows računala. Prava na Helveticu sada ima Monotype Imaging, koji je kupio Linotype. Digitalizacija Neue Haas Grotesk izdana je zajedno s Font Bureauom.

## Karakteristike
- Visoka x-visina, što olakšava čitanje na daljinu.
- Mali razmak između slova.
- Kosi, a ne kurzivni stil, što je zajedničko obilježje gotovo svih grotesknih i neogrotesknih tipova slova.
- Široka velika slova ujednačene širine, posebno očita u širokim slovima „E” i „F”.
- Slovo „s” kvadratnog oblika.
- Zatvorena glava broja 1 bez praznine.
- Zaobljen četvrtasti rep na slovu „R”.
- Konkavno zakrivljeno deblo na broju 7.
- Dvoetažni „a” (s krivuljama zdjele i stabljike), što je standardno neogroteskno obilježje, i jednokatno slovo „g”.

Poput mnogih neogrotesknih dizajna, Helvetica ima uske otvore, što ograničava njezinu čitljivost na zaslonu i pri malim veličinama ispisa. Također nema vidljivu razliku između velikog slova „i” i malog slova „L”, iako je broj 1 prilično prepoznatljiv sa svojom zastavom u gornjem lijevom kutu. Njezin tijesan razmak orijentiran prema zaslonu također može predstavljati problem čitljivosti. Drugi fontovi namijenjeni čitljivosti pri malim veličinama kao što su Verdana, Meta, Trebuchet ili monospace fontovi kod kojih su sva slova ujednačene visine, kao što je Courier s prilično širokim slovima, mogli bi biti prikladniji od Helvetice.

## Primjeri uporabe
- Logo Cassina S.p.A.
- Znak u Beču, 1973.
- Znak u čikaškom javnom prijevozu
- Logo Nacionalnog filmskog odbora Kanade
- Publikacija britanske vlade
- Poster za film Les Diaboliques

## Varijante
Font je bio veoma popularan i na račun te popularnosti izdan je velik broj varijanti fonta.
Neke od najpoznatijih su:
- Helvetica Inserat
- Helvetica Compressed (1966)
- Helvetica Rounded (1978)
- Helvetica Narrow
- Helvetica Textbook